# Mistrzostwa Świata w Piłce Nożnej 2022 (eliminacje strefy CONCACAF)/Grupa C
Grupa C jest jedną z sześciu grup eliminacji pierwszej rundy do Mistrzostw Świata 2022. Składa się z pięciu niżej wymienionych reprezentacji:
- Curaçao
- Gwatemala
- Saint Vincent i Grenadyny
- Kuba
- Brytyjskie Wyspy Dziewicze

Każda drużyna rozegra z każdą jeden mecz (u siebie lub na wyjeździe). Mecze rozpoczną się w marcu 2021. Drużyna z pierwszego miejsca awansuje do drugiej rundy.

## Tabela
| Lp. | Drużyna                    | M | Mecze | Mecze | Mecze | Bramki | Bramki | Bramki | Pkt |
| Lp. | Drużyna                    | M | W     | R     | P     | +      | −      | +/−    | Pkt |
| --- | -------------------------- | - | ----- | ----- | ----- | ------ | ------ | ------ | --- |
| 1.  | Curaçao                    | 4 | 3     | 1     | 0     | 15     | 1      | +14    | 10  |
| 2.  | Gwatemala                  | 4 | 3     | 1     | 0     | 14     | 0      | +14    | 10  |
| 3.  | Kuba                       | 4 | 2     | 0     | 2     | 7      | 3      | +4     | 6   |
| 4.  | Saint Vincent i Grenadyny  | 4 | 1     | 0     | 3     | 3      | 16     | −13    | 3   |
| 5.  | Brytyjskie Wyspy Dziewicze | 4 | 0     | 0     | 4     | 0      | 19     | −19    | 0   |

## Wyniki
| 25 marca 2021 00:00 CET | Gwatemala · Martínez 59' | 1:0(0:0)Raport | Kuba | Estadio Doroteo Guamuch Flores, Gwatemala Sędzia: Benjamin Pineda Avila |
|                         |                          |                |      |                                                                         |

| 26 marca 2021 01:00 CET | Curaçao · J. Bacuna 1', 35' · van den Hurk 17' · Antonia 45' · Hooi 87' | 5:0(4:0)Raport | Saint Vincent i Grenadyny | Ergilio Hato Stadium, Willemstad Sędzia: Ricangel de Leça |
|                         |                                                                         |                |                           |                                                           |

| 28 marca 2021 01:00 CET | Brytyjskie Wyspy Dziewicze | 0:3(0:2)Raport | Gwatemala · 21' Lom · 44' Hernández · 81' Betancourth | Ergilio Hato Stadium, Willemstad (Curaçao) Sędzia: Oscar Moncada |
|                         |                            |                |                                                       |                                                                  |

| 28 marca 2021 22:00 CEST | Kuba · Hernández 27' | 1:2(1:2)Raport | Curaçao · 11' L. Bacuna · 44' Benschop | Estadio Doroteo Guamuch Flores, Gwatemala (Gwatemala) Sędzia: German Stanley Martinez Miranda |
|                          |                      |                |                                        |                                                                                               |

| 31 marca 2021 00:00 CEST | Saint Vincent i Grenadyny · Anderson 10' · Sam 20' · Solomon 86' | 3:0(2:0)Raport | Brytyjskie Wyspy Dziewicze | Ergilio Hato Stadium, Willemstad (Curaçao) Sędzia: Henry Bejarano |
|                          |                                                                  |                |                            |                                                                   |

| 2 czerwca 2021 23:30 CEST | Kuba · Paradela 33' · O. Hernández 68' · M. Reyes 76' · Cavafe 80' · D. Reyes 90+1' | 5:0(1:0)Raport | Brytyjskie Wyspy Dziewicze | Estadio Doroteo Guamuch Flores, Gwatemala (Gwatemala) Sędzia: Jose Raul Torres Rivera |
|                           |                                                                                     |                |                            |                                                                                       |

| 5 czerwca 2021 00:00 CEST | Gwatemala · Lom 2' · Barrientos 12' · Santis 16' · Hernández 33' (k) · Gordillo 41' · L. Martínez 52' · Betancourth 66' · Ceballos 79' (k) · Vargas 85' · Méndez 89' | 10:0(5:0)Raport | Saint Vincent i Grenadyny | Estadio Doroteo Guamuch Flores, Gwatemala Sędzia: Erick Moisés Lezama Pavón |
|                           | |                 |                           |                                                                             |

| 5 czerwca 2021 23:00 CEST | Brytyjskie Wyspy Dziewicze | 0:8(0:6)Raport | Curaçao · 7' Kuwas · 9', 27' Maria · 11' L. Bacuna · 18' (k), 22' Benschop · 57', 90+1' Gorré | Estadio Doroteo Guamuch Flores, Gwatemala (Gwatemala) Sędzia: William Anderson |
|                           |                            |                |                                                                                               |                                                                                |

| 8 czerwca 2021 22:00 CEST | Saint Vincent i Grenadyny | 0:1(0:0)Raport | Kuba · 64' M. Reyes | Kirani James Athletic Stadium, Saint George’s (Grenada) Sędzia: Fernando Guerrero Ramirez |
|                           |                           |                |                     |                                                                                           |

| 9 czerwca 2021 02:00 CEST | Curaçao | 0:0(0:0)Raport | Gwatemala | Ergilio Hato Stadium, Willemstad Sędzia: Armando Villareal |
|                           |         |                |           |                                                            |

## Strzelcy
3 gole
- Charlison Benschop

2 gole
- Juninho Bacuna
- Leandro Bacuna
- Kenji Gorré
- Michaël Maria
- Robin Betancourth
- Moisés Hernández
- Darwin Lom
- Luis Martínez
- Onel Hernández
- Maikel Reyes

1 gol
- Jarchinio Antonia]
- Elson Hooi
- Anthony van den Hurk
- Brandley Kuwas
- Rudy Barrientos
- Marvin Ceballos
- Gerardo Gordillo
- Moisés Hernández
- John Méndez
- Óscar Santis
- Jorge Vargas
- Cavafe
- Luis Paradela
- Dairon Reyes
- Oalex Anderson
- Zidane Sam
- Azinho Solomon